# Octavius Black
Octavius Orlando Irvine Casati Black (né le 2 mai 1968) est un homme d'affaires britannique et fondateur de la société The Mind Gym.

## Jeunesse
Black est le fils du mondain Brinsley Black (1930–2011), et de sa seconde épouse, Moorea Wyatt (née Hastings) (1928–2011), qui est la fille du pair travailliste et universitaire Francis Hastings (1901–1990) et de Cristina Casati Stampa di Soncino (1901–1953). La grand-mère de Black, Cristina, est la fille unique de Camillo, marquis Casati Stampa di Soncino (1877–1946) et de l'héritière italienne et mécène excentrique des arts Luisa Casati (1881–1957).
Grâce au mariage antérieur de sa mère avec l'homme politique et diariste Woodrow Wyatt, Black a un demi-frère aîné, Pericles Plantagenet Wyatt (né en 1963). Par son père, Black a une demi-sœur, Eliza-Jane.

## Carrière dans les affaires
Après avoir obtenu son diplôme universitaire, Black rejoint le cabinet de consultants en gestion Booz Allen Hamilton en tant qu'analyste commercial, avant de rejoindre l'entreprise d'études de marché AGB Research, propriété de Robert Maxwell.
Black rejoint le cabinet de conseil en communication avec les employés Smythe, Dorward Lambert, devenant ensuite directeur des ventes et du marketing avant qu'il ne soit vendu à Omnicom en 1996.
Avant cela, Black, avec le cofondateur Sebastian Bailey, lance The Mind Gym à sa table de cuisine en 2000. L'entreprise, cotée sur le marché AIM de la Bourse de Londres, conçoit et propose des programmes d'apprentissage et de développement en entreprise.
Avec le cofondateur Sebastian Bailey, Black coécrit trois livres (The Mind Gym: Wake Your Mind Up The Mind Gym: Give Me Time The Mind Gym: Relationships).
Black est nommé Commandeur de l'Ordre de l'Empire britannique (CBE) lors des honneurs du Nouvel An 2023 pour ses services à l'entrepreneuriat, aux affaires, aux sciences de la vie. 

## Vie privée
Black épouse Joanne Cash, avocate spécialisée en diffamation, en décembre 2007. Le Telegraph qualifie Cash d'« étoile montante » du Parti conservateur lorsqu'elle se présente à Westminster North lors des élections générales de 2010. Elle devient pair à vie en 2025.